# Дроздов Сергій Семенович
Сергі́й Семе́нович Дроздо́в (нар. 24 лютого 1962) — командувач Повітряних сил Збройних Сил України (2015—2021), генерал-полковник.

## Біографія
Народився 24 лютого 1962 року в м. Чернігові.
У 1983 році з відзнакою завершив навчання в Чернігівському вищому військовому авіаційному училищі льотчиків. В 1995 році — закінчив Військово-повітряну академію імені Ю. О. Гагаріна (Московська обл.), а в 2009 році — факультет підготовки фахівців оперативно-стратегічного рівня (тепер — Інститут державного військового управління) Національної академії оборони України імені І. Черняховського.
Військовий льотчик-снайпер. Освоїв військові літаки типу Л-39, Ан-26, МіГ-21, МіГ-29, Су-27 та вертоліт Мі-8. Загальний наліт — понад 2000 годин.
Офіцерську службу розпочав у 1983 році на посаді льотчика винищувального авіаційного полку в м. Івано-Франківськ.
1989—1993 рр. — командир ланки винищувального авіаційного полку в Групі радянських військ у Німеччині;
1993—2004 рр. — командир авіаційної ланки, начальник повітряно-вогневої та тактичної підготовки — старший льотчик винищувальної авіаційної дивізії, командир авіаційної ескадрильї, заступник командира винищувального авіаційного полку, командир винищувального авіаційного полку, заступник командира бригади з льотної підготовки авіаційної бригади винищувальної м. Івано-Франківськ.
2004 р. — старший інспектор-льотчик відділення винищувальної та штурмової авіації апарату начальника авіації Головного командування Повітряних Сил Збройних Сил України.
2004—2006 рр. — заступник командира Повітряного командування «Центр» з авіації — начальник авіації.
2006—2009 рр. — начальник управління підготовки та застосування авіації Командування Повітряних Сил Збройних Сил України.
2009—2012 рр. — перший заступник командира Повітряного командування «Південь».
2012—2013 рр. — перший заступник командувача Повітряних Сил Збройних Сил України.
Восени 2014 року, в рамках люстрації у Міністерстві оборони України був звільнений у запас. 20 березня 2015 року, у відповідності із Законом «Про внесення зміни до Закону України „Про очищення влади“ щодо додаткових заходів із забезпечення обороноздатності держави», був поновлений на посаді.
20 липня 2015 року був призначений командувачем Повітряних сил ЗС України.
9 серпня 2021 року був звільнений з посади командувача Повітряних сил ЗС України. 24 вересня 2021 року Сергій Дроздов подав до суду позов, в якому він оскаржує Указ Президента України Володимира Зеленського про своє звільнення з посади командувача Повітряних Сил Збройних Сил України.

## Розслідування
18 грудня 2020 року Державне бюро розслідувань повідомило про підозру командувачу Повітряних сил України Сергію Дроздову в халатності у справі про авікатастрофу АН-26 під Чугуєвим.
22 грудня 2020 року Печерський районний суд м. Києва відпустив командувача Повітряних сил України Сергія Дроздова під особисте зобовʼязання, наклавши на нього обов'язки — не відлучатися з міста, повідомляти про зміну свого місця проживання, а також прибувати на вимогу суду, прокуратури чи слідчого.

## Військові звання
- генерал-майор (15 січня 2010)[7]
- генерал-лейтенант (24 серпня 2013)[8]
- генерал-полковник (14 жовтня 2016)[9]

## Нагороди
- Орден Червоної Зірки;

За особисту мужність і героїзм, виявлені у захисті державного суверенітету та територіальної цілісності України, вірність військовій присязі, високопрофесійне виконання службового обов'язку відзначений:
- орденом Богдана Хмельницького ІІ ступеня[10]
- орденом Богдана Хмельницького ІІІ ступеня[11]